# قصر الموقر
قصر الموقّر هو قصر صحراوي، يقع ببلدة الموقر في محافظة العاصمة وسط الأردن. تم بناؤه في العصر الأموي، وتحديدًا في عهد يزيد بن عبد الملك، على قمة جبل الموقر الذي يبلغ ارتفاعه 910 أمتار عن سطح البحر. استُعملت في بنائه سلسلة من المدرجات طولها 65 مترًا وعرضها 39 مترًا وسمك الجدار تقريبا 1 متر، كما تحيط به أربعة أبراج، اثنان مربعان واثنان نصف دائريان. وكان للقصر قباب نصف برميلية على شاكلة قباب القصور القريبة منه، وهي قصر طوبة، قصير عمرة، وقصر المشتى.